# Ce jour-là (nouvelle)
Pour les articles homonymes, voir Ce jour-là.
 (mars 2017).
Si vous disposez d'ouvrages ou d'articles de référence ou si vous connaissez des sites web de qualité traitant du thème abordé ici, merci de compléter l'article en donnant les références utiles à sa vérifiabilité et en les liant à la section « Notes et références ».
Ce jour-là est une nouvelle de Jean Bruller, écrite sous le pseudonyme de Vercors, publiée en 1943 pour un journal clandestin. Elle raconte un épisode de rafle vu à travers les yeux d'un petit garçon.

## Personnages
C'est une famille composée d'un couple et d'un enfant. Nous avons très peu d'informations sur les caractères et les sentiments des parents. Malgré cela on peut constater que le père est angoissé et rongé de culpabilité à la fin de la nouvelle.
En revanche, on sait que le petit garçon aime les rituels tels que la balade faite avec son père.  
Madame Bufferand est un personnage secondaire qui intervient à la fin de la nouvelle. Cette vieille dame est apparemment proche des parents.

## Histoire
L'histoire se déroule en trois parties. La première partie concerne la promenade du père et de son fils : le petit la trouve différente des autres, car son père est soucieux. Dans la deuxième partie, le père conduit son enfant chez Mme Bufferand, après avoir vu que le géranium que sa femme dépose habituellement sur le rebord de la fenêtre n'est plus là. La dernière partie se déroule le lendemain : l'enfant est hébergé chez Mme Bufferand, il surprend une partie de conversation où le lecteur apprend la triste fin du père et le petit garçon commence à pleurer.

## Analyse
Dans cette nouvelle le point de vue du narrateur est interne. Les pensées et les sentiments des personnages sont donnés au lecteur, en particulier ceux du petit garçon. 
La rafle est amenée de façon implicite par le comportement du père, le code secret entre les deux parents (le pot de géranium à la fenêtre) et le fait que la balade entre le père et le fils n'a pas été faite depuis longtemps, ce qui implique que la famille vit dans la crainte de quelque chose. 
On retrouve le registre pathétique qui suscite la pitié chez le lecteur. De plus, l'histoire racontée à travers les yeux de l'enfant accroît cet effet de souffrance et de persécution. Cela amène également le registre réaliste, car la situation n'épargne personne que ce soit les parents ou l'enfant : la famille est déchirée comme tant d'autres à cette époque. On peut même se demander si ce n'est pas une histoire vraie.
On peut constater par ailleurs que l'on ne connaît pas l'identité de la famille : l'enfant appelle ses parents "papa" et "maman". Cela permet aux lecteurs de s’identifier aux personnages. 
Le dernier registre est polémique : le narrateur dénonce l'injustice, la persécution, la souffrance et la peur que subit cette famille pendant ce temps de rafle, il pointe du doigt le mal causé par les nazis.

## Registres littéraires
Les registres de cette nouvelle sont :
- le pathétique : souffrance de l'enfant
- le réalisme : occupation pendant la Seconde Guerre mondiale
- le polémique : dénonciation (enfant victime de la guerre)